# Leo Morpurgo
Leonard Eduard Maria (Leo) Morpurgo, alias Moppie (Paramaribo, 10 februari 1924 – 29 oktober 2013), was een Surinaams journalist. Hij was decennialang hoofdredacteur van De Ware Tijd.

## Biografie
Morpurgo onderbrak zijn studie rechten toen hij in 1943 aantrad als journalist voor het Het Nieuws. Dit dagblad werd door zijn vader Alfred Morpurgo uitgegeven. Verder was hij correspondent bij de Nederlandse krant NRC Handelsblad en het Amerikaanse persbureau Associated Press. Hij ontwikkelde zich door zelfstudie en was vanaf januari 1961 hoofdredacteur van de krant De Ware Tijd. In 1996 werd hij opgevolgd door Nita Ramcharan.
Hij en Jozef Slagveer – een van de slachtoffers van de Decembermoorden in 1982 – richtten in 1973 de Surinaamse Journalisten Kring (SJK) op. Morpurgo was zelf ook een tijd lang voorzitter. Na de Sergeantencoup in februari 1980 kwam het militaire regime aan de macht. Morpurgo's journalistieke idealen bereikten een dieptepunt toen Badrissein Sital in december 1982 met een machinegeweer bij De Ware Tijd kwam met de beschuldiging dat de redactie destabiliserend voor het land zou werken. De aanleiding vormde een bericht over dreigende rijstschaarste in Nickerie. Hiermee begon een tijdperk van bedreigingen vanuit de Nationale Militaire Raad die uitmondde in censuur en kort daarna de benoeming tot enige krant van Suriname.
Morpurgo kwam hiermee voor een dilemma te staan, met de keuze tussen idealen of overleven. Hij besloot mee te werken en legde dat als volgt uit:
Niet iedereen kon begrijpen dat we daaraan hebben meegewerkt. Ik heb ook overwogen dat niet te doen, maar er werkten toen zestig mensen bij de krant, die allemaal een gezin te onderhouden hadden. Persvrijheid en democratie zijn natuurlijk heel mooie idealen en begrippen, maar de zorg voor mijn werknemers woog op dat moment voor mij het zwaarst.— Leo Mopurgo
De censuur op de krant duurde van december 1982 tot mei 1984. Niettemin werden Morpurgo en verschillende verslaggevers meerdere keren opgepakt en ondervraagd. Hij wist de krant vrijwel de gehele tijd uit te brengen, als de enige nieuwsbron over Suriname uit Suriname zelf. Op dertien onderbrekingen na, omdat de economische malaise zorgde voor een tekort aan deviezen in het land waardoor er niet altijd papier geïmporteerd kon worden.
In 1993 werd hij onderscheiden met de eerste Rotary Vocational Excellence Award. Na zijn loopbaan bleef hij de krant volgen. Mettertijd trok hij zich steeds meer terug uit het openbare leven. Zijn gezondheid liep achteruit en hij was slecht ter been. Hij overleed na een kort ziekbed op 29 oktober 2013 en is 89 jaar oud geworden.